# 周口市第一高级中学
周口市第一高级中学，简称周口一高，是河南省周口市一所高级中学，系河南省首批示范性高中。学校始建于1959年，前身为商水县第一高级中学。2001年改为现名。

## 历史沿革
- 1959年5月1日筹建，9月10日正式开学。原名为商水一高，隶属商水县教育局，葛绳为首任党支部书记。
- 1970年更名为周口镇第三中学。
- 1979年被评为周口地区重点高中。
- 2001年3月15日更名为周口市第一高级中学，隶属周口市教育局。
- 2005年被评为河南省首批示范性高中。
- 2008年建立西校区，增设初中部。
- 2015年何东林担任校长。

## 校园
学校分东、西两个校区。东校区为老校区，位于川汇区交通路中段，占地面积5万平方米，建筑面积3万平方米，供初中部（周口市第十九初级中学）使用。西校区坐落于周口市经济技术开发区银珠大道南段，占地面积220亩，建筑面积6万平方米，供高中部（本校）使用。